# Straßenrennen der Männer bei den Commonwealth Games
Seit 1934 (II. British Empire Games in London) werden Wettbewerbe im Radsport im Rahmen der Commonwealth Games (früher British Empire Games) für Radrennfahrer aus den Ländern der Commonwealth of Nations veranstaltet. Das Straßenrennen der Männer bei den Commonwealth Games gehörte zu den ersten Disziplinen, die dabei im Straßenradsport ausgetragen wurden. Der Wettbewerb findet als Eintagesrennen an wechselnden Orten statt.

## Palmarès
- 1938  Hennie Binneman
- 1950  Hector Sutherland
- 1954  Eric Thompson
- 1958  Raymond Charles Booty
- 1962  Wesley Mason
- 1966  Peter Buckley
- 1970  Bruce Biddle
- 1974  Clyde Sefton
- 1978  Phil Anderson
- 1982  Malcolm Elliott
- 1986  Paul Curran
- 1990  Graeme Miller
- 1994  Mark Rendell
- 1998  Jay Sweet
- 2002  Stuart O’Grady
- 2006  Mathew Hayman
- 2010  Allan Davis
- 2014  Geraint Thomas
- 2018  Steele Von Hoff
- 2022  Aaron Gate
- 2026